# Roman Kokoszko
Roman Wołodymyrowycz Kokoszko (ukr. Роман Володимирович Кокошко, ur. 16 sierpnia 1996) – ukraiński lekkoatleta specjalizujący się w pchnięciu kulą, medalista halowych mistrzostw Europy w 2023, olimpijczyk (2024).
Zdobył brązowy medal w pchnięciu kulą na halowych mistrzostwach Europy w 2023 w Stambule, przegrywając jedynie z Zane Weirem z Włoch i Tomášem Stankiem z Czech. Ustanowił wówczas halowy rekord Ukrainy wynikiem 21,84 m.
Był mistrzem Ukrainy w tej konkurencji w 2019.

## Osiągnięcia
| Rok  | Impreza                                  | Miejsce   | Pozycja      | Wynik |
| ---- | ---------------------------------------- | --------- | ------------ | ----- |
| 2017 | Młodzieżowe mistrzostwa Europy           | Bydgoszcz | kwalifikacje | 17,35 |
| 2019 | Uniwersjada                              | Neapol    | kwalifikacje | 17,49 |
| 2022 | Mistrzostwa świata                       | Eugene    | kwalifikacje | 20,02 |
| 2022 | Mistrzostwa Europy                       | Monachium | kwalifikacje | 19,86 |
| 2023 | Halowe mistrzostwa Europy                | Stambuł   | 3. miejsce   | 21,84 |
| 2023 | Puchar Europy w rzutach                  | Leiria    | 1. miejsce   | 21,52 |
| 2023 | II dywizja drużynowych mistrzostw Europy | Chorzów   | 2. miejsce   | 20,46 |
| 2023 | Mistrzostwa świata                       | Budapeszt | kwalifikacje | 19,17 |
| 2024 | Mistrzostwa Europy                       | Rzym      | kwalifikacje | 19,41 |
| 2024 | Igrzyska olimpijskie                     | Paryż     | kwalifikacje | 19,36 |

## Rekordy życiowe
- pchnięcie kulą – 21,52 m (12 marca 2023, Leiria)
- pchnięcie kulą (hala) – 21,84 m (3 marca 2023, Stambuł)